# Освальдо Саес
Освальдо Саес Альварес (ісп. Osvaldo Sáez Álvarez, нар. 13 серпня 1923, Сан-Феліпе — 1959) — чилійський футболіст, що грав на позиції півзахисника за клуби «Сантьяго Вондерерз» та «Коло-Коло», а також національну збірну Чилі.
Чемпіон Чилі. 

## Клубна кар'єра
У футболі дебютував 1945 року виступами за команду «Сантьяго Вондерерз», в якій провів чотири сезони. 
1950 року перейшов до клубу «Коло-Коло», за який відіграв 5 сезонів.  Більшість часу, проведеного у складі «Коло-Коло», був основним гравцем команди. За цей час виборов титул чемпіона Чилі. Завершив професійну кар'єру футболіста виступами за команду «Коло-Коло» у 1955 році.

## Виступи за збірну
1946 року дебютував в офіційних матчах у складі національної збірної Чилі. Протягом кар'єри у національній команді, яка тривала 9 років, провів у її формі 21 матч, забивши 5 голів.
Був присутній в заявці збірної на чемпіонаті світу 1950 року у Бразилії, але на поле не виходив.
У складі збірної був учасником трьох чемпіонатів Південної Америки: 1946 року в Аргентині, 1947 року в Еквадорі, 1953 року у Перу.

## Титули і досягнення
- Чемпіон Чилі (1):

«Коло-Коло»: 1953